# Astomella cretensis
Astomella cretensis är en tvåvingeart som beskrevs av Sack 1936. Astomella cretensis ingår i släktet Astomella och familjen kulflugor. Inga underarter finns listade i Catalogue of Life.